# Shandre Campbell
Pour les articles homonymes, voir Campbell.
Shandre Campbell, né le 15 juillet 2005, est un footballeur sud-africain qui joue au poste d'ailier au Club Bruges KV.

## Biographie

### Carrière en club

#### Début en Afrique du Sud
Shandre Campbell est formé par le SuperSport United, où il commence sa carrière professionnelle en championnat d'Afrique du Sud,.
Il joue son premier match avec l'équipe première du club le 8 mai 23, titulaire et déjà passeur décisif lors d'une victoire 2-0 en championnat contre Richards Bay,.
Campbell marque ses deux premiers buts le 23 décembre suivant, lors d'une victoire 3-1 contre les Orlando Pirates où il est aussi passeur décisif. Il s'impose dans la foulée comme une étoile montante du football sud-africain, attisant déjà des rumeurs de transferts dans des grand club de son pays, mais aussi en Europe,,,.

#### Arrivée en Europe à Bruges
En juillet 2024, Campbell est finalement transféré au Club Bruges en championnat de Belgique, où il joue d'abord avec l'équipe reserve en championnat de Belgique de deuxième division,,.
Alors qu'il s'illustre avec le Club NXT,,,, il joue son premier match avec l'équipe première du club le 15 février 2025 lors d'un match de championnat de Belgique contre Saint-Trond,,.
Terminant meilleur buteur de l'équipe reserve lors de la saison 2023-2024,, il est ensuite définitivement intégré à l'équipe première la saison suivante, qui commence par les matchs de qualification à la Ligue des champions,.

### Carrière en sélection
Shandre Campbell est international sud-africain junior avec l'équipe des moins de 20 ans, prenant part à la coupe de la COSAFA en 2024, qu'il remporte en marquant 3 buts dont un en finale, lui valant le titre de meilleur joueur du tournoi. Il est néanmoins ensuite retenu par son club en Belgique, alors que son équipe joue la coupe d'Afrique,.
À partir de 2025, Campbell est réguliérement évoqué par Hugo Broos, le sélectionneur de l'Afrique du Sud, comme un potentiel international senior,.

## Palmarès

### En club
Club Bruges
- Championnat de Belgique
  - Vice-champion en 2024-25

### En sélection
Afrique du Sud -20 ans
- Championnat de la COSAFA (en)
  - Vainqueur en 2024 (en)